# Georg Sauerwein

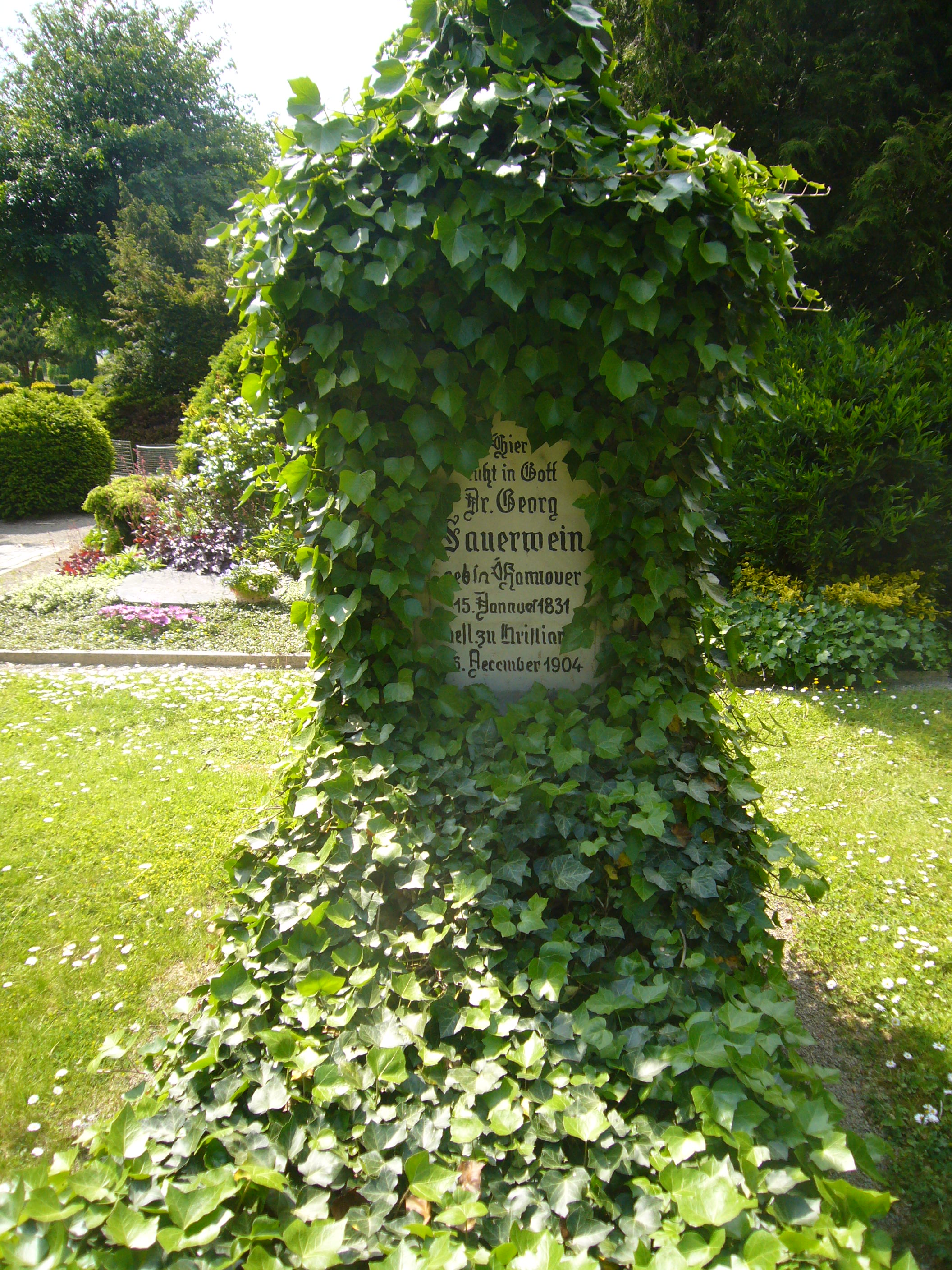
Tomba di Georg Sauerwein a Gronau (Leine)

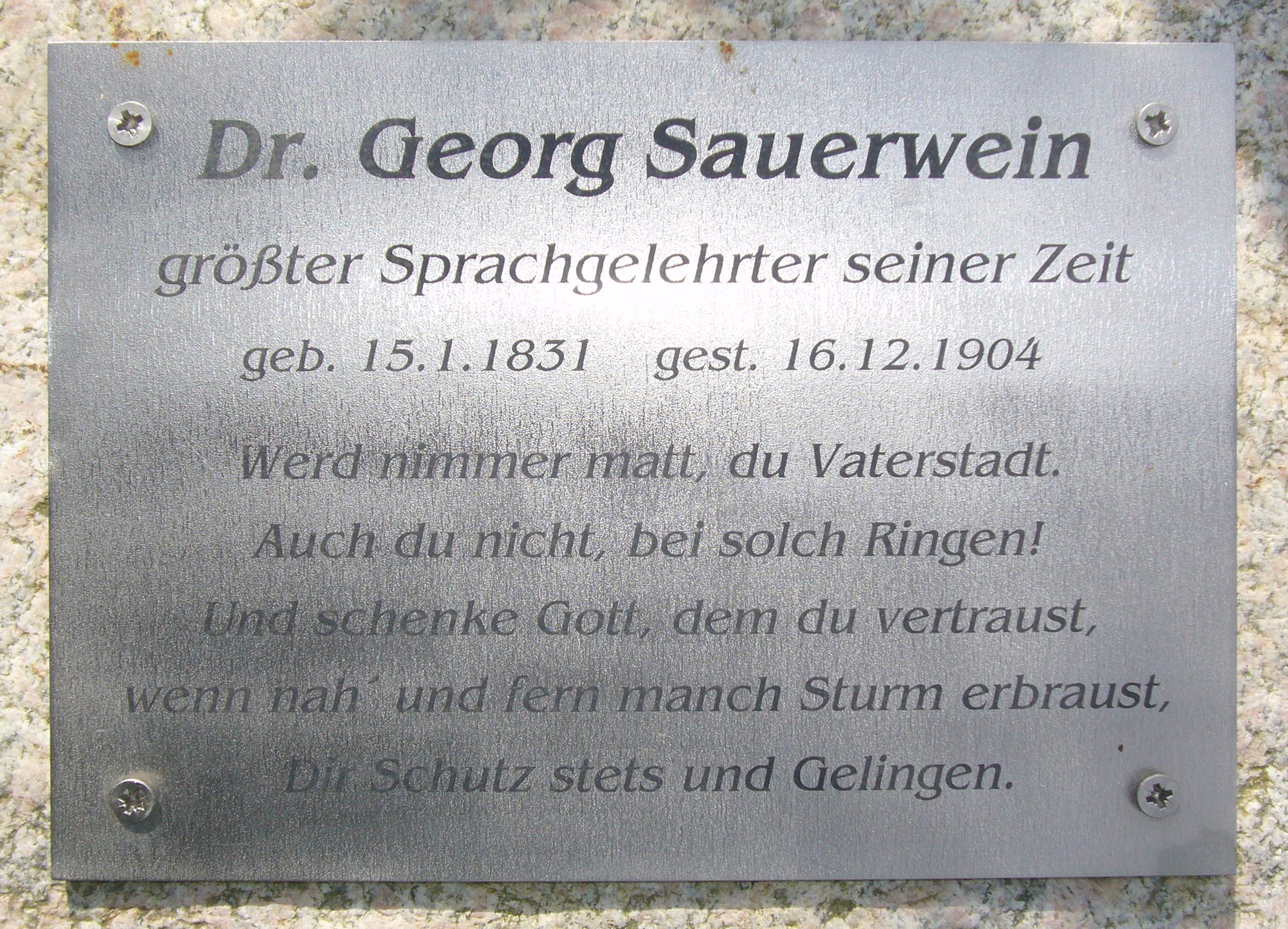
Lapide tombale di Georg Sauerwein

Georg Julius Justus Sauerwein (Hannover, 15 gennaio 1831 – Oslo, 16 dicembre 1904) è stato un editore, poeta e linguista tedesco.

## Biografia
Sauerwein fu il più grande prodigio linguistico del suo tempo e si ritiene che padroneggiasse circa 75 lingue. Suo padre lavorò come ministro del culto evangelico ad Hannover, Schmedenstedt e Gronau. Dal 1843 al 1848 Sauerwein frequentò il Ginnasio di Hannover. A 17 anni studiò linguistica e teologia a Gottinga, ma terminò gli studi nel 1851 senza avere ottenuto un diploma. A 24 anni pubblicò un dizionario Inglese-Turco. Nel 1873 fu nominato direttore onorario dell'Università Georg-August di Gottinga.
Dal 1852 al 1860 Sauerwein lavorò nel campo dell'istruzione privata; prima in Galles, dove apprese la cultura del Galles e la concezione britannica della libertà, che serviranno da base ai suoi futuri impegni culturali e didattici. Nel 1857 ottenne il posto di insegnante privato della principessa Elisabeth di Wied, che poi sarebbe diventata la Regina della Romania.
In seguito diventò il consigliere corrispondente in lingue della British and Foreign Bible Society (Società biblica britannica e forestiera). Dal 1857 al 1896 Sauerwein controllò e revisionò una dozzina di traduzioni per la Società biblica e tradusse alcune parti dell'Antico Testamento in  malgascio, e il Vangelo secondo Luca in  cabilo.
Stimato pacifista, Sauerwein si impegnò nell'opposizione a quello che sentiva come l'imperialismo dell'Impero tedesco sotto il Kaiser. Fu un sostenitore delle lingue minoritarie all'interno dell'Impero germanico: la lingua soraba in Lusazia e la lingua lituana nella Prussia orientale.
Soggiornò di frequente nella Foresta della Sprea vicino a Berlino, a Memel (oggi Klaipėda) e a Tilsit (oggi Sovetsk), dove fu attivo poeta, pubblico oratore e politico. Per quattro volte si candidò al Landtag prussiano e una volta al Reichstag, ma non venne mai eletto. Fu accusato di essere alleato sia con il movimento separatista dei Welfisch, sia con i Panslavisti; ambedue considerati dai governanti come minacce alla cultura e all'identità tedesca. Le autorità e la stampa gli attribuirono attività antipatriottiche. Invano Sauerwein affermò al contrario di servire la propria nazione cercando di rimuovere le cause che alimentavano il movimento panslavista, vale a dire la soppressione delle minoranze; sostenendo che se gli fosse stato permesso di vivere liberamente con le loro culture sarebbero stati cittadini fedeli quanto gli stessi tedeschi.
In accordo con lo spirito del Romanticismo, Sauerwein era convinto che la poesia fosse radicata nella tradizione popolare, e che fosse possibile basare una vigorosa letteratura sulle lingue minoritarie. La sua poesia e le sue canzoni sono basate su questa idea; fu tra i pionieri delle letterature lituana e soraba avendo scritto il poema epico Nemunyciai (Il popolo Memel, 1894) e Serbske stucki (Canzoni sorabe, 1877). Il suo poema Lietuvninkais mes esam' gime (Lituani siamo nati, 1879) è tuttora popolare in Lituania alla stregua di un inno nazionale.
Per molti anni Sauerwein portò avanti la battaglia contro quello che definì ipernazionalismo tedesco, che combatté soprattutto dalla Norvegia, stato che diventò la sua seconda patria. Si sentì insicuro in Germania e descrisse i suoi soggiorni in Norvegia come esilio volontario. Inoltre in Norvegia ebbe l'accesso ad una stampa libera ed all'inizio del secolo scorso gli fu spesso offerto spazio nelle pubblicazioni norvegesi per i suoi resoconti sulle condizioni della Lituania e della Lusazia.
Degli ultimi trent'anni della sua vita (1874-1904), Sauerwein ne trascorse 11 in Norvegia; per la maggior parte a Dovre, che descrisse come "il mio sanatorio invernale e il mio laboratorio di effusione mentale", ma risiedette sempre di più anche nella capitale Christiania (oggi Oslo). Fu entusiasta del movimento nuovo-norvegese per la lingua e la nazionalità, nel quale vide caratteristiche comuni con il risveglio culturale baltico e slavo. Ne fece l'argomento di parecchi articoli e pubblicazioni, sia in danese che in norvegese. La più conosciuta di queste opere fu l'antologia di versi nel dialetto locale di Dovre, il primo volume completo nell'idioma della valle di Gudbrandsdal. In modo simile a quanto fece in Lituania e in Lusazia, Sauerwein volle fare rivivere la canzone popolare nel Gudbrandsdal e ne fece una base per della nuova poesia. Questa fu la sua primaria intenzione con l'antologia Frie Viso ifraa Vigguin (Libere canzoni dal profilo della montagna, 1885), dedicata ad Ivar Aasen, il pioniere della varietà linguistica del Nynorsk (Nuovo norvegese); la quale iniziò una ricca tradizione poetica nel Gudbrandsdal durante i decenni seguenti. Questo messaggio è svelato dal titolo: "Libere canzoni in una libera lingua, su e per un libero popolo. Il poeta paga il suo tributo ad una libera società norvegese, e osa biasimare la mancanza di tale libertà in Germania senza il rischio di cadere nella censura".
Sauerwein dedicò gli ultimi anni della sua vita alla causa della pace come oratore e pubblicista, tra le altre, nella Christiania Peace Society (Società della pace di Oslo).
Oltre alla sua lingua materna, il tedesco, Sauerwein era in grado di leggere, scrivere e parlare circa 75 ligue, tra le quali almeno le seguenti:
- Latino. Greco classico. Greco moderno. Ebraico. Francese. Italiano. Spagnolo. Basco. Portoghese. Inglese. Gallese. Cornico[1]. Irlandese. Gaelico scozzese. Gaelico mannese. Nederlandese. Danese. Islandese. Norvegese. Svedese. Lappone. Finnico. Estone. Lettone. Lituano. Polacco. Russo. Bielorusso. Ucraino. Ceco. Slovacco. Bulgaro. Sorabo. Serbo. Croato. Ungherese. Romeno. Albanese. Turco. Azeri. Ciuvascio (lingua turco-tartara). Tamil. Kashgar (parlato in Siberia, simile alla lingua dell'Uzbekistan). Kumyk (parlato in Siberia). Persiano. Armeno. Georgiano. Sanscrito. Zingaro. Indostano. Amarico (etiope). Tigrino (eritreo). Copto (la forma più recente dell'egizio). Arabo. Malgascio. Malese. Samoano. Hawaiiano. Vari dialetti del Cinese. Aneitum (lingua parlata nelle "Nuove Ebridi", oggi "Vanuatu").

A Gronau si conserva un archivio delle sue opere; e una Realschule (scuola secondaria) porta il suo nome. Esistono vie con il nome Sauerwein a Gronau, ad Hannover, e a Burg in Spreewald, in Germania; a Dovre in Norvegia; a Klaipeda e a Silute in Lituania. Dal 1988 il movimento di liberazione nazionale lituano Saiudis usa il motivo della canzone Lituani siamo nati nelle sue trasmissioni televisive.

## Opere
Sauerwein pubblicò parecchi suoi lavori sotto gli pseudonimi di Girenas e Pacificus.
- A Pocket Dictionary of the English and Turkish Languages. By G. Sauerwein. London 1855
- Serbske stucki. Wot Dr. Sauerweina. Budysin 1877
- Frie Viso ofraa Vigguin sungje i Nørdre-Guldbrandsdalsk Dølamaal taa G.J.J. Sauerwein. Kristiania 1885. 2nd ed. by J.T. Lindsøe. Dovre 2006.
- Die Littauische Frage einiger Zeitungen mit einer deutschen und littauischen Antwort. Von Girenas. Tilsit 1888
- Le livre des Salutations adressées aux Nations orientales et Occidentales composé pour le VIIIième Congrès des Orientalistes qui se réunira à Stockholm en 1889. Par Girenas. Leipzig 1888
- Au dernier moment. Postscriptum du Livre des Salutations adressé au Congrès des Orientalistes par Girenas. Leipzig 1889
- West-östliches Stammbuch. Zu Mirza Schaffy's siebzigstem Geburtstage 22. April 1889. Von Girenas. Leipzig 1889
- Immanuel Kant und Ludwig Windthorst in Bezug auf angemessene Behandlung und angemessenen Unterricht eines fremdsprachigen Volks und die schulseitige Bekämpfung des Socialismus. Von Girenas. Christiania 1891
- Ueber einige Verirrungen und Mißgriffe neuester Cultur. Ein Hülferuf zu Gunsten vieler armen Kinder und Eltern an die große deutsche Nation. Von Girenas. Christiania 1891
- Ueber littauisches Volksthum und littauische Volkstracht. Von Girenas. Tilsit 1894
- Drei patriotische Reden aus dem schönen Jahre 1871, gehalten an Kaisers Geburtstag, am Friedensfest und beim Einzug der Krieger zu gronau a. d. Leine von Dr. G. Sauerwein (Girenas). Hildersheim 1896
- From Árya to Eire, from Mánu to Man. The Queen Victoria Birth-Day Polyglot Peace Album. The nations' Undiplomatic Concert of Languages. Polyglot Peace Album in Memory of the 80th Birth-Day of Her Majesty Queen Victoria Emperess of India Jaitrigrantha. Leipzig 1899
- Sprogstudier og skaldskab i fredssagens tjeneste. (Foredrag af dr. G. Sauerwein i fredsforeningen paa Nobeldagen). Christiania 1903
- Laetare. A Congratulation to Kymdeithas on the occasion of her first centenary as being also the most genuine missionary society, the most promising peace society and the greatest linguist in the world by Pacificus. Kristiania 1904
- Juro Surowin: Wsyknym by ksel tolmacys. Wuberk basnjow. Ed. F. Metsk. Budysyn 1975
- Juro Surowin: Sol zemje. Wuberk proze. Ed. F. Metsk.Budysyn 1978
- Nemunyciai. Kaip azuols druts prie Nemunelio. Vilnius 1986, pp. 99–217. (Manuscript 1894)
- Serbska poezija 29. Juro Surowin. Ed. K. Lorenc. Budysyn 1991
- Sauerwein Gedichte. Rugstaus vyno eilerasciai. Ed. A. Franzkeit and J. Skliutauskas. Ratingen 1993